# Погляди Тараса Шевченка щодо релігії

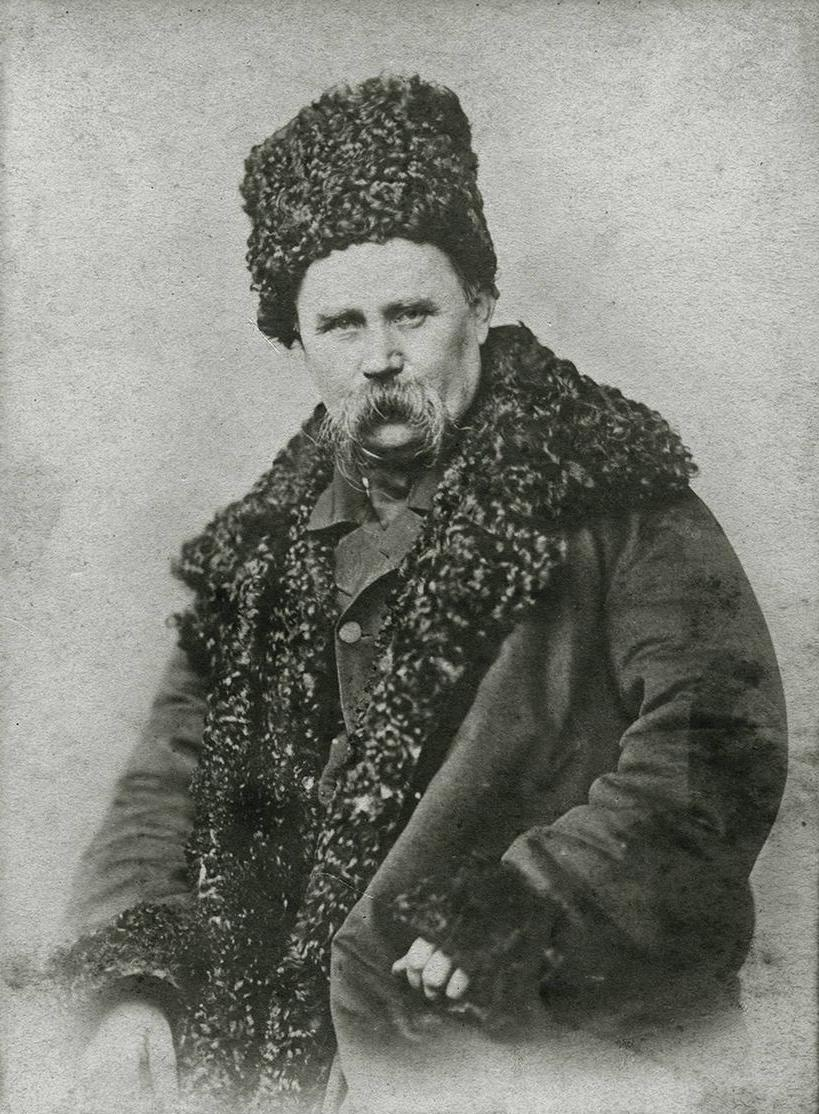
Тарас Шевченко, світлина 1859 року

Погляди Тараса Шевченка щодо релігії залишаються одним з найбільш контроверсійних питань у шевченкознавстві.
Творчість Шевченка впродовж всього його життя, зокрема його листи і записи у «Щоденнику», всіяні зверненнями до Бога, пронизані християнським світосприйняттям та зацікавленням до тем церкви й віри.
Водночас Шевченкова творчість не дає однозначної відповіді, як він ставився до Бога, до церкви і до релігії загалом. Таким чином оцінки релігійності Шевченка варіюють від образу упокореного християнина, до суперечності його зовнішньої набожності «епікурейському» способу життя, і аж до оцінок постаті Шевченка як «богохульника» Російською православною церквою та як «атеїста» комуністичною ідеологією Радянського Союзу.

## Вплив дитинства
Християнський світогляд Тараса Шевченка значною мірою сформувався під впливом його віруючих батьків. Батько Тараса — Григорій Шевченко — був грамотний і для свого середовища досить начитаний, любив переказувати житія святих і подвижників.
Згідно з метрикою хрещення Тараса Шевченка, він був охрещений священиком православного віросповідання о. Олексієм Базаринським. Після ранньої смерті матері й батька, Тараса Шевченка в 1825 році прихистив стихарний дяк Кирилівки Петро Богородський. Він став його першим учителем, навчив грамоти. Після вивчення «азбуковника» Тарас Григорович перейшов до читання Псалтиря. За свідченням шкільного товариша Шевченка, приходячи додому після уроків, Шевченко довго просиджував над псалмами, захоплюючись їхньою поезією, декламуючи їх уголос. Богородський, за поширеним тоді у школах звичаєм, посилав його читати Псалтир над померлими; за виразне читання псалмів вголос Шевченкові давали дрібні гроші, які переважно забирав Богородський. Дяк також жорстко боровся із мінливим норовом Шевченка, прищеплюючи дисципліну різкою.
Богородський також сприяв образотворчому розвитку Шевченка, познайомивши його із дияконом-маляром села Лисянки, дячком села Тарасівки, маляром села Хлипнівки та іншими грамотними людьми. На думку сучасного мистецтвознавця Дмитра Степовика, через цих осіб Тарас Шевченко познайомився з українським народним іконописом.
У 1827 році Шевченко деякий час служив у священика Кирилівської церкви Григорія Кошиця. Після того його забрали в слуги до управителя помістя.

## Оцінки духовенства
Оцінки релігійних поглядів Тараса Шевченка серед представників духовенства кардинально різняться в залежності від деномінації[джерело?]. Так, представники Російської православної церкви закидали Шевченкові «богохульство» (що не заважало священикам РПЦ на початку XX ст. активно використовувати твори Шевченка у своїй роботі з українським селянством). Українські церковники відзначають глибокий християнський зміст творчості поета, але водночас негативно ставляться до деяких творів Шевченка, особливо поеми «Марія».

### Архієпископ РПЦ Арсеній
Архієпископ харківський і охтирський Арсеній (Брянцев) із Російської православної церкви вказував харківському губернаторові, а той у свою чергу — начальникові головного управління в справах друку, що «Кобзар», зокрема його твори «Марія», «Царі», «Саул», «Молитва», «Сон», «Юродивий», пройнятий наскрізь злісно-революційним духом як проти християнської віри, так і щодо царської влади. Архієпископ радив негайно вилучити зі складу Харківської губернської земської управи «Кобзар», щоб той не потрапив в народні бібліотеки-читальні, школи й для продажу серед населення.

### Митрополит Василь
З великою пошаною до Тараса Шевченка ставився архієрей Василь (Липківський), творець та перший митрополит Української автокефальної православної церкви (УАПЦ). 1924 року Всеукраїнська православна церковна рада малим накладом видала 86 проповідей митрополита, дві з яких присвячені безпосередньо Шевченку: «Релігійність Тараса Шевченка» і «Мати Божа в уявленні Т. Шевченка». Митрополит також часто цитував поета у своїх інших проповідях, наголошував на духовності Шевченкової поезії.
За деякими свідченнями, УАПЦ загалом високо цінувала Шевченка і протягом усього періоду своєї активної діяльності виконувала його «Заповіт» після різних урочистостей.

### Митрополит Іларіон
Український вчений предстоятель УГПЦК митрополит Іларіон (Іван Огієнко) ретельно і різнобічно дослідив творчість Шевченка. Серед інших його праць про Шевченка, до 150-ліття поета Іларіон видав книгу «Релігійність Тараса Шевченка» (1964; згодом ця праця була опублікована у книзі «Іван Огієнко (митрополит Іларіон). Тарас Шевченко», 2002), у якій він робить висновок, що Шевченко був людиною глибоко та щиро релігійною.
У цій книзі (зокрема з третього по п'ятий її розділ) митрополит аналізує мову «Кобзаря» та вживання у «Кобзарі» християнських понять (таких як «Рай», «благодать», «гріх» тощо). Він наголошує, що ключовими словами «Кобзаря» є слова «Бог», «Господь», «святий», «Божий», «Господній», при тому що епітет «святий» є однією з найхарактерніших рис Шевченкового релігійного стилю.
У розділі книги «Шевченкова моральна й релігійна наука» Іларіон писав:
У цьому ж розділі Іларіон пише про питання атеїзму Шевченка, доходячи висновку, що Шевченко невіруючим не був, але він часто був глибоко експансивним, нестримним, нервовим — у такі миті він міг виступати і проти Бога. Але, на думку митрополита, це не свідомий атеїзм, а скоріше тимчасовий безсилий відчай.
Проаналізувавши його контроверсійні запитання до Бога і висловлювання про Бога, у розділі «Шевченко в безнадії та в розпачу» Іларіон пише:

### Григорій Хомишин
Єпископ Григорій (Хомишин), лідер консервативного крила в Українській Греко-Католицькій Церкві у міжвоєнний період, який політично відстоював лінію «нормалізації» з польською державою, визнавав певні заслуги Тараса Шевченка перед українським народом, але загалом негативно до нього ставився і розвінчував його образ як «національного героя». У своїй брошурі «Українська проблема» (пол. «Problem ukrainski», 1930) він стверджував:

### Католицтво
Ватикан видавав так званий «Папський Індекс» — перелік книг та авторів, читати які католикам заборонялося. Свого часу там побували твори Міколая Коперника, Ґалілео Ґалілея, Джордано Бруно, Вольтера, Декарта, Руссо, Рабле, Даніеля Дефо. До індексу потрапили й твори Шевченка.[неавторитетне джерело]
За донесенням «галицьких панотців» був спалений у Римі «Кобзар» Тараса Шевченка.

## Творчість Шевченка
У «Кобзарі» слово Бог згадується 1281 раз. Із 230-ти творів «Кобзаря» є 25 суто релігійних.[джерело?]

### Давидові псалми
В грудні 1845 року Шевченко написав переспіви українською мовою десяти біблійних псалмів, яким дав назву «Давидові псалми». Ця збірка, після проходження духовної цензури (яка наклала купюри на декілька рядків у віршах 43, 52, 81 та 136), була опублікована ще за життя Шевченка в «Кобзарі» 1860 року.
Для перекладу Шевченко відібрав із 150 псалмів псалми під номерами 1, 12, 43, 52, 53, 81, 93, 132, 136, 149. Сьогодні не всіх їх автором вважається цар Давид. Водночас, усі з них, на думку Дмитра Степовика, поєднані ідеєю розкаяння: «…не зважаючи на розмаїтий їх зміст, усі вони тією чи іншою мірою є покаянними з глибоким розумінням суті Божої любові, в якій правда, всепрощення й милосердя органічно з'єднані».
За словами Степовика, у радянському літературознавстві не любили писати про цей цикл переспівів, але коли писали, то наголошували на «громадянському звучанні» та «революційності» цих текстів. Так, радянський «Шевченківський словник» дає таке тлумачення: «Поет звертався до біблійних переспівів з метою своєрідної героїзації революційної боротьби». Також у словнику наголошується на співзвучності псалмів його власному стилю.

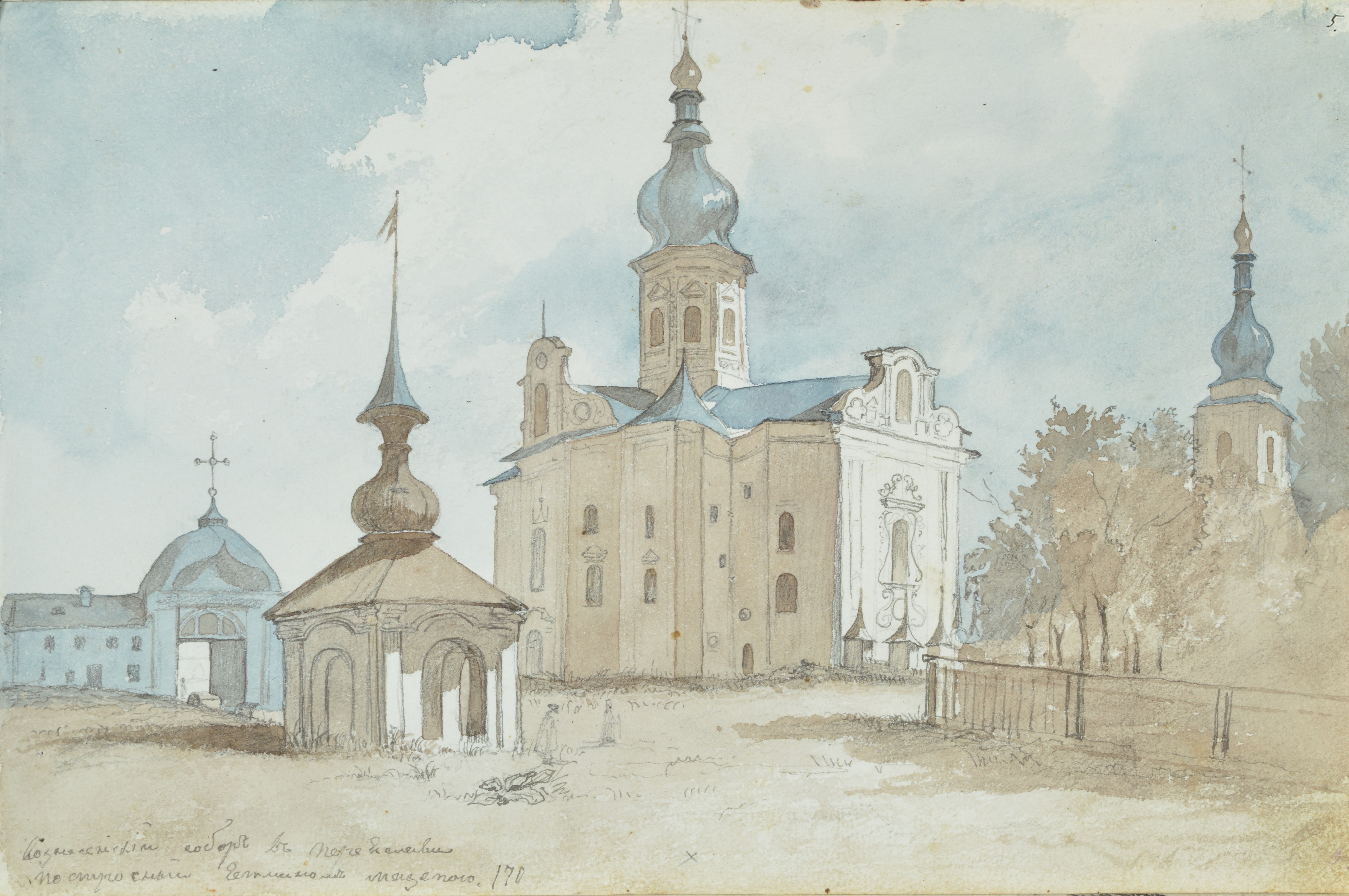
Вознесенський собор в Переяславі, акварель Тараса Шевченка, 1845

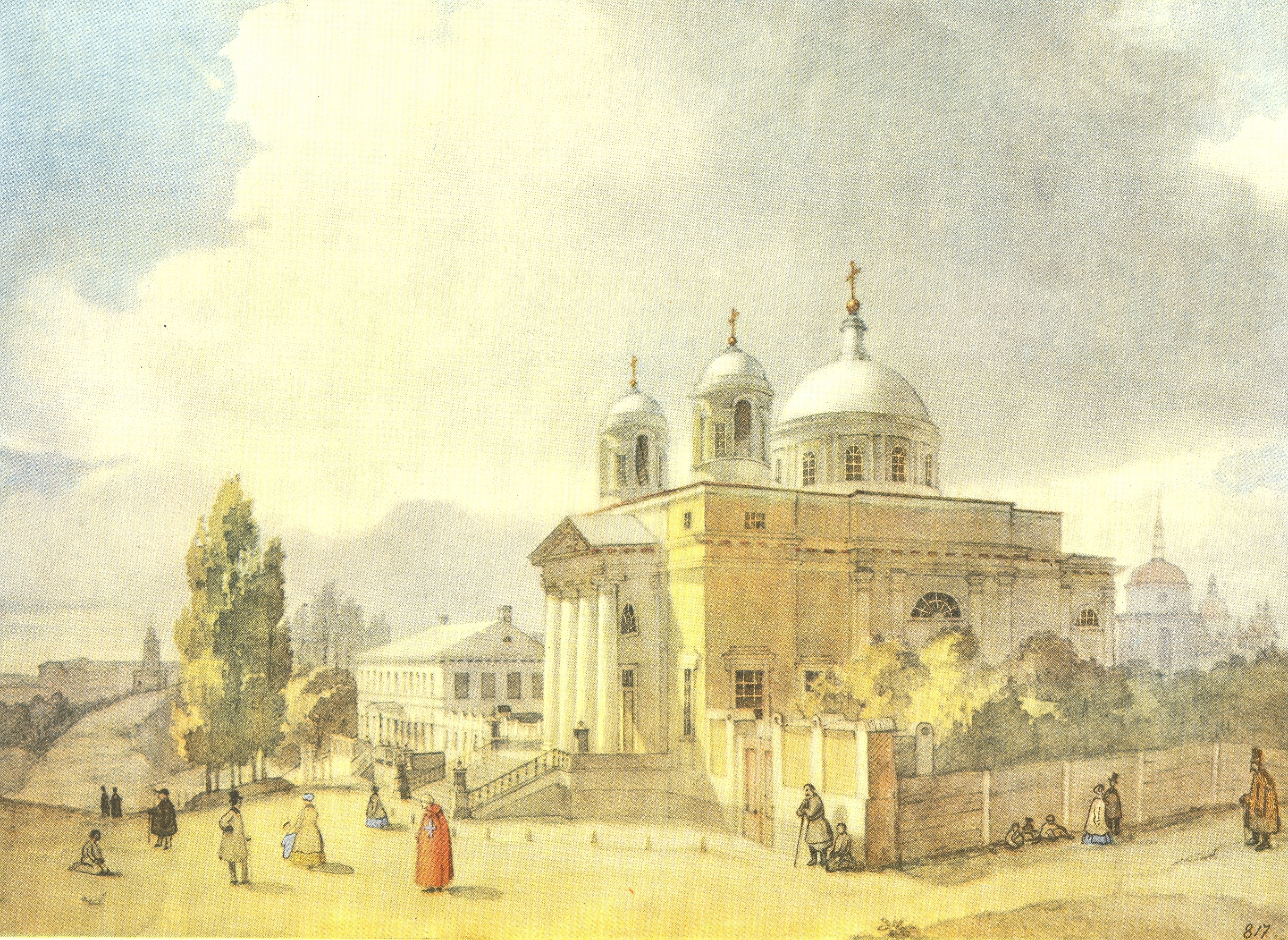
Тарас Шевченко. Собор святого Олександра, 1850-ті

| №  | Біблійний текст (пер. Огієнка) | Переспів Шевченка |
| -- | --- | --- |
| 43 | Прокинься ж, для чого Ти, Господи, спиш? Пробудися, не кидай назавжди! Для чого обличчя Своє Ти ховаєш, забуваєш про нашу недолю та нашу тісноту?                                 | Встань же, Боже! Вскую будеш спати, Од сліз наших одвертатись, Скорбі забувати?                                                           |
| 52 | Бог зорить із неба на людських синів, щоб побачити, чи є там розумний, що Бога шукає. Усі повідступали, разом стали огидними, нема доброчинця, нема ні одного!…                   | А Бог дивиться, чи є ще Взискающий Бога? Нема добро творящого, Нема ні одного!                                                            |
| 81 | Розсудіте нужденного та сироту, оправдайте убогого та бідаря, порятуйте нужденного та бідака, збережіть з руки несправедливих! Не пізнали та не зрозуміли, у темряві ходять вони… | Вдові убогій поможіте, Не осудіте сироти, І виведіть із тісноти На волю тихих, заступіте Од рук неситих. Не хотять Познать, розбити тьму… |
| 93 | Бог по́мсти Господь, Бог по́мсти з'явився, піднесися, о Судде землі, бундючним заплату віддай!                                                                                      | Господь Бог лихих карає, Душа моя знає; Встань же, Боже! Твою славу Гордий зневажає.                                                      |

### Приклади християнського світогляду в поезії Шевченка
Шевченко у своїй поезії наскрізно, в різні періоди свого життя, апелює до Бога — від першого відомого нам вірша поета до останнього.

#### Балада «Причинна»
Балада «Причинна» (1837) є найранішим повним текстом Шевченка, який дійшов до наших днів. Уривок з балади:
Така її доля… О Боже мій милий!
За що ж ти караєш ЇЇ, молоду?
За те, що так щиро вона полюбила
Козацькії очі?.. Прости сироту!

#### Поема «Кавказ»
Уривок із поеми «Кавказ» (1845), у якій Шевченко піддає гострій критиці завойовницьку війну «християнської» Росії на Кавказі:
За кого ж Ти розіп'явся,
Христе, Сине Божий?
За нас, добрих, чи за слово
Істини… чи, може,
Щоб ми з Тебе насміялись?
Воно ж так і сталось.

#### Поема «Неофіти»
Уривок із поеми «Неофіти» (1857), присвяченої першим християнам, у якому поєднано Шевченкові християнські та антиклерикальні погляди:
Молітесь Богові одному,
Молітесь правді на землі,
А більше на землі нікому
Не поклонітесь. Все брехня — 
Попи й царі…

#### Вірш«Чи не покинуть нам, небого»
«Чи не покинуть нам, небого…» — останній вірш Тараса Шевченка, записаний 14–15 лютого 1861, за 12 днів до смерті поета. Уривок з вірша:
Помолимось Богу,
Та й рушимо тихесенько
В далеку дорогу —
Над Летою бездонною
Та каламутною.
Благослови мене, друже,
Славою святою.

### Приклади контроверсійних релігійних висловлювань Шевченка
У багатьох своїх віршах Тарас Шевченко висловлює претензії до Бога, а також антиклерикальні думки і заклики. Окрім процитованих нижче, до найбільш критичних до Бога поезій Шевченка відносять вірш «Якби ви знали, паничі», поему «Юродивий» та ін.

#### Вірш «Не завидуй багатому»
Остання строфа вірша:
Не завидуй же нікому,
Дивись кругом себе:
Нема раю на всій землі,
Та нема й на небі. (1845)
Вірш у такому вигляді не публікувався за життя Шевченка. Його було вперше опубліковано 1861 року зі зміненими останніми рядками.
Імпульсом до написання цього вірша вважається невдача, яка спіткала Шевченка наприкінці вересня 1845 року під час його перебування в Кирилівці. Поет зібрався посвататися до Феодосії Кошиць, дочки кирилівського священика Григорія Кошиця. Він подобався Феодосії, однак її батьки, в яких Шевченко наймитував у юнацтві, вважали його нерівнею і перешкодили шлюбові.

#### Поема «Сон»
Уривок із вступних строф поеми «Сон» (1844), який в деяких працях використовують як доказ атеїзму Тараса Шевченка:
…бо немає
Господа на небі!
А ви в ярмі падаєте
Та якогось раю
На тім світі благаєте?
Немає! немає!
Однак уже після наведеного вище уривку іде роз'яснення цих думок та типове для Шевченка оперування християнськими поняттями:
Отак, ідучи попідтинню
З бенкету п'яний уночі,
Я міркував собі йдучи…
Поки доплентавсь до хатини.
А в мене діти не кричать
І жінка не лає,
Тихо, як у Раї,
Усюди Божа благодать —
І в серці, і в хаті.
Цей вірш радянські філософи Михайло Іовчук, Теодор Ойзерман та Іван Щипанов трактують як звертання до народу поета-атеїста із заявою: «Немає на небі бога!», «Немає за труною раю!» — і, на їхню думку, Шевченко закликав не вірити попам і не молитись Богу. Доказом атеїзму Шевченка цей вірш вважав також Іван Романченко.
Натомість у своєму аналізі поеми «Сон» Дмитро Степовик наводить паралелі між текстом «Сну» з текстами Біблії (уривками Євангелій, Книги Йова, Книг Царів, Книги Еклезіястова, Одкровення св. Івана). На його думку, «Шевченко влучно і тонко вплітає біблійні мотиви у текст, не цитуючи прямо Біблії».

#### Вірш «Світе ясний!»
У вірші «Світе ясний!» (27 червня 1860) поет переосмислив церковну пісню «Світе тихий». Вірш вважається найгострішою антицерковною поезією Шевченка.
Журнал «Радянська школа» наводить таку інтерпретацію вірша: «„Світ ясний“ затьмарили церковники молитвами, біблійними легендами, безглуздими „чудами“, закрили багряницями, приголомшили розп'яттям. І поет вірить, що в суспільстві буде ліквідовано культ церкви і люди будуть»:
…Будем, брате,
З багряниць онучі драти,
Люльки з кадил закуряти,
Явленними піч топити,
А кропилом будем, брате,
Нову хату вимітати!

### Про Римокатолицьку церкву та Унію

#### Поема«Єретик»
Шевченко оповідає про останні години життя чеського релігійного діяча і реформатора Яна Гуса, про його боротьбу з католицьким духовенством у Чехії.
Ян Гус у Шевченка постає як один з небагатьох, хто не побоявся сказати правду про лицемірство всього католицького духовенства загалом, про продаж булл, індульгенцій, про «куплені» церковні посади й несправедливу канонізацію. Далі Шевченко пише як католицькі священики оголошують Яна Гуса єретиком та вирішують провести Інквізиційний суд під час Констанцького собору, а на його аутодафе Гусу виносять смертний вирок — через спалювання. Гус покірно приймає свою кару, просячи Господа простити людям, які «не розуміють, що роблять». 
Закінчує поет згадкою про початок гуситських воєн:
...Ченці і барони
Розвернулись у будинках
І гадки не мають —
Бенкетують та інколи
Te Deum співають.
Все зробили… Постривайте!
Он над головою
Старий Жижка з Таборова
Махнув булавою.

#### Вірш«Полякам»
У вірші поет описує сумісне життя поляків і українці до та після Берестейської унії. Ксьондзи — у вірші це католицькі (або греко-католицькі) священики. Шевченко вважав їх головними винуватцями розбрату між українським і польським народами.
Отак-то, ляше, друже, брате!
Неситії ксьондзи, магнати
Нас порізнили, розвели,
А ми б і досі так жили.
Закінчує Шевченко закликом до польсько-українського братерства:
Подай же руку козакові
І серце чистеє подай!
І знову іменем Христовим
Ми оновим наш тихий рай.

## Листи Тараса Шевченка
Листи Тараса Шевченка однозначно свідчать про християнський характер його світогляду.
Так, у листі до родини Родзянків від 23 жовтня 1845 із Миргорода Шевченко пише, що «страшно застудився», і що «якби не Біблія, можна було б зійти з глузду». Далі він пише, що дочитує Біблію, а потім почне читати її наново. Закінчує лист словом «Амінь». Саме в той період Шевченко починає переклад українською «Давидових псалмів».
У листі до Максимовича (1858): «Молю Господа Милосердного послать тобі долголєтіє і здоров'я на славу нашої прекрасної України». 
До Лизогуба (1848): «Буду молитись, щоб Бог послав тобі такую радість, як послав Він мені через тебе». 
До Ф. П. Толстого (1857): «Всемогущий и Премилосердный Господь не оставил меня здоровьем в этом долголетнем и суровом испытании». До брата Микити: «…живу, учусь, нікому не поклоняюсь і нікого не боюсь, окроме Бога…». 
Із Орської фортеці у листі до Варвари Рєпніної від 25–29 лютого 1848 року Шевченко пише:

## Щоденник
Ключем до розуміння релігійності Шевченка може слугувати його «Щоденник», ведений ним з червня 1857 року до березня 1858 року. До «Щоденника» Тарас Шевченко заносив свої думки, що за тих часів жодним чином не можна було опублікувати.
У записі від 11 липня 1857 року поет, наприклад, піддає критиці філософа-ідеаліста Лібельта, висловлюючи впевненість у існуванні Бога-творця:
У записі від 15 липня 1857 року Тарас Шевченко порівнює звичаї поховання самогубців. Він розповідає про «поетичний та істинно християнський» звичай, за яким на його пам'яті ховали самовбивців у Малоросії, суть якого в тому, що на могилі самогубця через рік розводили очищувальне жертовне багаття, служили панахиду та ставили хрест. Цей звичай Російська православна церква заборонила як язичницький. Про це Шевченко пише:
Далі в тому ж дописі Шевченко порівнює требник Петра Могили (виданий 1646 року) із найновішим требником Російської православної церкви:
У «Щоденнику» у нотатках за 26 червня Шевченко пише: «О, як солодко, як невимовно солодко вірити в це прекрасне майбутнє! Я був би байдужий, холодний атеїст, якби не вірив у цього прекрасного Бога, — в цю чарівну надію!».

## Спогади про Шевченка
За спогадами лікаря Андрія Козачковського, у якого з жовтня 1845 року близько двох місяців жив Шевченко, поет інколи читав Біблію, «відзначаючи місця, що вражали особливою величчю думки». Козачковський також свідчить, що одним із тодішніх задумів Шевченка була велика картина «Видіння Єзекіїля в пустелі, всіяній сухими кістками». Козачковський також цитує Шевченка, який у відповідь на блюзнірство хазяїна, у якого він жив, зауважив: «Знущатися з тих морально-релігійних переконань, які освячені віками і мільйонами людей, нерозумно і злочинно».
Микола Новицький згадував близько трьох годин проведених 1860 року в Академії мистецтв разом із Шевченком, під час яких митець був особливо «балакучим та експансивним». Шевченко водив Новицького залами академії, подовгу зупиняючись біля різних картин, а особливо біля «З'явлення Христа народові» Іванова та «Облоги Пскова» його вчителя і друга Брюллова. Остання хоча й була незакінченою на думку Шевченка і багато в чому слабкою, але його вражала ідея картини. За переказом Новицького:

## Доноси на Шевченка
В польському емігрантському часопису «Przegłąd Rzeczy Polskich» (виходив у Парижі) в інформації про перебування Шевченка у 1859 р. в Україні зазначалося: «Говорив про реформу, про свободу, про надужиття уряду, а наприкінці сказав, що доти не буде їм добре, доки ось цей Дніпро не почервоніє… Коли ж його запитали, як це розуміти, пояснив просто, що треба вирізати всіх. Селяни відповіли йому, що це гріх — пролити стільки крові… Тоді він почав глузувати з віри і вмовляти, що господа бога, матір божу і всіх святих вигадали попи, щоб за їх допомогою дурити темний люд».
Черкаський земський справник В. О. Табачников надіслав донесення про богохульство Шевченка київському генерал-губернаторові І. І. Васильчикову та цивільному губернаторові П. І. Гессе. У тому ж доносі згадано: «показывая Садовому оторванный тут же от липы лист, Шевченко спрашивал его по малороссийски — кто это дал? И когда отвечал Садовый, что бог, — то Шевченко отозвался; дурак ты, веруешь в бога, и затем прибавил: бог, саваоф, пусть он поцелует меня… (указывая на заднее место), затем назвал божию матерь покрыткою, выказывал свое верование в одного Иисуса Христа. Крестьянин Садовый начал креститься и уклоняться от такого рассказа Шевченки, тогда Шевченко бранил его словами: старый собака, невера и прогнал от себя.» 13 липня 1859 року Шевченка знову заарештували і посадили в Київську фортецю. Після допиту його зобов'язали негайно повернутися до Петербурга під нагляд жандармів.